# Lytton, Iowa
Lytton är en ort i Sac County i delstaten Iowa, USA.